# Albert Riera Vidal
Albert Riera Vidal (Barcelona, 28 de diciembre de 1983) es un exfutbolista que jugaba como mediocampista y actual entrenador de fútbol español, que dirige al Auckland City de la Stirling Sports Premiership neozelandesa.

## Carrera

### Como jugador
Jugó en diversos equipos de España antes de viajar en 2011 a Nueva Zelanda para incorporarse al Auckland City con quien ganó dos veces la Liga de Campeones de la OFC y en dos ocasiones la Charity Cup.
En 2013, a falta de cinco días para el inicio de la A-League 2013-14, el Wellington Phoenix lo contrató. Más allá de la mala temporada del equipo, se volvió un titular habitual y fue galardonado como el Mejor Jugador del Año de Huawei, el patrocinador principal del club. Fue también escogido para el A-League All Stars, un equipo que reunía a los mejores jugadores de la liga, para enfrentar a la Juventus el 10 de agosto de 2014. Riera inició como titular de la escuadra que cayó 3-2 antes los italianos. Después de tres años en el club, decidió dejar la actividad profesional en 2016, una vez que la A-League 2015-16 había finalizado. Posteriormente, regresó al Auckland City.

### Como entrenador
Tras retirarse de los terrenos de juego en 2021, en mayo de 2021 se convierte en entrenador del West Coast Rangers F.C. de la Stirling Sports Premiership neozelandesa. Sin embargo, el último día de noviembre de ese mismo año fichó por el Auckland City, club al que perteneció como jugador.

### Como jugador
| Club               | País          | Año       |
| ------------------ | ------------- | --------- |
| CD Binéfar         | España        | 2005-2007 |
| CA Monzón          | España        | 2007-2008 |
| CF Balaguer        | España        | 2008-2009 |
| CD Benavente       | España        | 2009-2011 |
| Auckland City      | Nueva Zelanda | 2011-2013 |
| Wellington Phoenix | Nueva Zelanda | 2013-2016 |
| Auckland City      | Nueva Zelanda | 2016-2021 |

### Como entrenador
| Club                     | País          | Año   |
| ------------------------ | ------------- | ----- |
| West Coast Rangers F. C. | Nueva Zelanda | 2021  |
| Auckland City            | Nueva Zelanda | 2021- |

## Palmarés

### Como jugador

#### Campeonatos nacionales
| Título      | Club          | País          | Año     |
| ----------- | ------------- | ------------- | ------- |
| Charity Cup | Auckland City | Nueva Zelanda | 2011    |
| Charity Cup | Auckland City | Nueva Zelanda | 2013    |
| Premiership | Auckland City | Nueva Zelanda | 2017-18 |

#### Campeonatos internacionales
| Título                      | Club          | País          | Año     |
| --------------------------- | ------------- | ------------- | ------- |
| Liga de Campeones de la OFC | Auckland City | Nueva Zelanda | 2011-12 |
| Liga de Campeones de la OFC | Auckland City | Nueva Zelanda | 2012-13 |

### Como entrenador

#### Campeonatos nacionales
| Título                      | Club          | País          | Año  |
| --------------------------- | ------------- | ------------- | ---- |
| New Zealand National League | Auckland City | Nueva Zelanda | 2022 |

#### Campeonatos internacionales
| Título                      | Club          | País          | Año  |
| --------------------------- | ------------- | ------------- | ---- |
| Liga de Campeones de la OFC | Auckland City | Nueva Zelanda | 2022 |

### Distinciones individuales
| Distinción                                     | Año     |
| ---------------------------------------------- | ------- |
| Jugador del año de Huawei (Wellington Phoenix) | 2013-14 |